# Список эпизодов телесериала «Демоны Да Винчи»
Список эпизодов американского телесериала Дэвида Гойера «Демоны Да Винчи» с Томом Райли в главной роли, премьера которого состоялась на телеканале Starz 12 апреля 2013 года.
Описанный как историческая фантазия, сериал фокусируется на не рассказанной истории Да Винчи, который «изобретает» будущее в возрасте 25 лет. В сериале также присутствует тайный культ Сыны Митры.

## Обзор сезонов
| Сезон | Сезон | Эпизоды | Оригинальная дата показа | Оригинальная дата показа |
| Сезон | Сезон | Эпизоды | Премьера сезона          | Финал сезона             |
| ----- | ----- | ------- | ------------------------ | ------------------------ |
|       | 1     | 8       | 12 апреля 2013           | 7 июня 2013              |
|       | 2     | 10      | 22 марта 2014            | 31 мая 2014              |
|       | 3     | 10      | 24 октября 2015          | 26 декабря 2015          |

## Список серий

### Сезон 1 (2013)
| № общий | № в сезоне | Название                      | Режиссёр          | Автор сценария                                                        | Дата премьеры  | Зрители в США (млн) |
| --- | ---------- | ----------------------------- | ----------------- | --------------------------------------------------------------------- | -------------- | ------------------- |
| 1 | 1          | «The Hanged Man» «Повешенный» | Дэвид С. Гойер    | Дэвид С. Гойер                                                        | 12 апреля 2013 | 1,042               |
| Герцог Милана (Хью Бонневилль) был убит 13 апреля 1477 года. В то же время Леонардо Да Винчи во Флоренции успешно проводит испытания летательного аппарата. |            |                               |                   |                                                                       |                |                     |
| 2 | 2          | «The Serpent» «Змей»          | Дэвид С. Гойер    | Дэвид С. Гойер и Скотт М. Гимпл                                       | 19 апреля 2013 | 0,503               |
| Леонардо строит боевые машины для Лоренцо Медичи, однако первые испытания проваливаются. Лоренцо дает ему неделю на то, чтобы все исправить. Леонардо продолжает искать Книгу Жизни, а Папа отправляет своего племянника во Флоренцию. |            |                               |                   |                                                                       |                |                     |
| 3 | 3          | «The Prisoner» «Узник»        | Джейми Пэйн       | История: Скотт М. Гимпл Телесценарий: Дэвид С. Гойер и Скотт М. Гимпл | 26 апреля 2013 | 0,382               |
| Риарио извещает Папу о Леонардо Да Винчи. Ванесса едет в монастырь, чтобы помочь своим бывшим сестрам. Леонардо также направляется туда, чтобы выяснить причину помешательства монахинь. Папа направляет в монастырь Лупо Меркури, куратора секретного архива Ватикана для изгнания демонов. |            |                               |                   |                                                                       |                |                     |
| 4 | 4          | «The Magician» «Чародей»      | Джейми Пэйн       | Дэвид С. Гойер и Джейми О’Брайан                                      | 3 мая 2013     | 0,419               |
| Папа отправляет Риарио во Флоренцию для обсуждения условий капитуляции города. Да Винчи узнает больше о Сынах Митры и о причастии семьи Медичи к её тайнам. Леонардо приходит на помощь Флоренции и останавливает вторжение Рима с помощью своих изобретений. |            |                               |                   |                                                                       |                |                     |
| 5 | 5          | «The Tower» «Башня»           | Пол Уилмсхёрст    | Джо Ахерн                                                             | 10 мая 2013    | 0,464               |
| Во время суда над Да Винчи за мужеложство сразу же обнаруживается, что это была просто политическая уловка Рима с целью опозорить Медичи. Леонардо понимает, что нужно помешать судебному разбирательству. Между тем Лоренцо пытается добиться расположения короля и королевы Испании, чтобы те оказали ему финансовую поддержку. Неожиданный посетитель, который приходит к Да Винчи, заставляет его вспомнить события детства. |            |                               |                   |                                                                       |                |                     |
| 6 | 6          | «The Devil» «Дьявол»          | Пол Уилмсхёрст    | Брайан Нельсон и Марко Рамирес                                        | 17 мая 2013    | 0,548               |
| В надежде найти Книгу Жизни Турок посылает Да Винчи найти абиссинца, картографа, который может помочь Да Винчи расшифровать карту. Выясняется, что абиссинца захватил в плен граф Владислав III Цепеш, более известный как граф Дракула. Джулиано продвигается в поиске шпиона среди приближенных Лоренцо. Тем временем Лоренцо ищет союзника против Рима в лице Федериго да Монтефельтро, герцога Урбино.                       |            |                               |                   |                                                                       |                |                     |
| 7 | 7          | «The Hierophant» «Иерофант»   | Майкл Дж. Бассетт | Сара Голдфингер и Кори Рид                                            | 31 мая 2013    | 0,451               |
| Леонардо создает подводный костюм и использует его, чтобы проникнуть в Ватикан. Папа пытается настроить союзника Лоренцо, герцога Урбино, против Медичи. Леонардо встречается с Папой и таинственным заключенным, который открывает ему великую тайну. Джулиано раскрывает личность шпиона Рима, но в это время его смертельно ранят.                                                                                            |            |                               |                   |                                                                       |                |                     |
| 8 | 8          | «The Lovers» «Любовники»      | Майкл Дж. Бассетт | История: Дэвид С. Гойер Телесценарий: Брайан Нельсон и Кори Рид       | 7 июня 2013    | 0,379               |
| Да Винчи узнает от турка, что он должен отправиться в Южную Америку. Медичи сталкиваются с Пацци, и Леонардо делает все, чтобы помочь Лоренцо. |            |                               |                   |                                                                       |                |                     |

### Сезон 2 (2014)
| № общий | № в сезоне | Название                                           | Режиссёр           | Автор сценария                                                                    | Дата премьеры  | Зрители в США (млн) |
| --- | ---------- | -------------------------------------------------- | ------------------ | --------------------------------------------------------------------------------- | -------------- | ------------------- |
| 9 | 1          | «The Blood of Man» «Кровь человеческая»            | Чарльз Старридж    | Дэвид С. Гойер и Кори Рид                                                         | 22 марта 2014  | 0,578               |
| После того, как Пацци нанесли удар по Флоренции, начался полный хаос. Леонардо приходится рисковать ради того, чтобы у Флоренции было будущее. А тем временем Риарио продолжает свой путь в стремлении заполучить книгу жизни.    |            |                                                    |                    |                                                                                   |                |                     |
| 10 | 2          | «The Blood of Brothers» «Братья по крови»          | Питер Хор          | Джеймс О’Брайан                                                                   | 29 марта 2014  | 0,391               |
| Леонардо Да Винчи применяет свои гениальные способности, чтобы восстановить порядок во Флоренции. Тем временем Папа Сикст собирает силы против них. Между тем Нико противостоит искушению, предлагаемому Риарио.                  |            |                                                    |                    |                                                                                   |                |                     |
| 11 | 3          | «The Voyage of the Damned» «Путешествие проклятых» | Питер Хор          | Брайан Нельсон                                                                    | 5 апреля 2014  | 0,408               |
| Леонардо продолжает свои поиски Книги Жизни. Папа Сикст принимает достаточно агрессивные меры, отлучая Флоренцию от церкви и вынуждая Лоренцо идти на большие жертвы. Лукреция отправляется в Рим, чтобы заключить новый союз.    |            |                                                    |                    |                                                                                   |                |                     |
| 12 | 4          | «The Ends of the Earth» «Край света»               | Чарльз Старридж    | Марко Рамирес                                                                     | 12 апреля 2014 | 0,432               |
| Леонардо Да Винчи из всех сил пытается провести корабль через Атлантический океан. Лукреция тайно приезжает в Ватикан, чтобы провести очень важную встречу. По пути в Неаполь личность Лоренцо оказывается раскрыта.              |            |                                                    |                    |                                                                                   |                |                     |
| 13 | 5          | «The Sun and the Moon» «Солнце и луна»             | Джон Джонс         | Дэн Хесс & Кори Рид                                                               | 19 апреля 2014 | 0,426               |
| Леонардо сталкивается с Риарио и Нико, когда прибывает в Новый Мир. Лоренцо использует старую любовь, чтобы попытаться спасти Флоренцию. Клариче предпринимает все возможные попытки, чтобы сохранить контроль над банком Медичи. |            |                                                    |                    |                                                                                   |                |                     |
| 14 | 6          | «The Rope of the Dead» «Веревка мертвеца»          | Джон Джонс         | Дэвид С. Гойер и Мэтт Фрэкшн                                                      | 26 апреля 2014 | 0,255               |
| Войдя в Хранилище Небес, Леонардо и Риарио сталкиваются с серьезными трудностями. Лоренцо вынужден принимать участие в жестоких кровавых играх короля Ферранте. По дороге в Константинополь Лукреция встречает турка.             |            |                                                    |                    |                                                                                   |                |                     |
| 15 | 7          | «The Vault of Heaven» «Небесный свод»              | Питер Хор          | Брайан Нельсон и Марко Рамирес                                                    | 3 мая 2014     | 0,340               |
| Леонардо и его союзникам угрожает смерть на каждом шагу в их стремлении найти Книгу жизни. А тем временем на Востоке Лукреция соблазняет сына султана.                                                                            |            |                                                    |                    |                                                                                   |                |                     |
| 16 | 8          | «The Fall from Heaven» «Падение с небес»           | Питер Хор          | Джонатан Хикман и Кори Рид                                                        | 10 мая 2014    | 0,420               |
| В то время, пока Леонардо и Риарио находятся перед лицом смерти, Зороастер и Нико готовят план по их спасению. Лоренцо продолжает ожидать аудиенции с королём Неаполя. Баязид прибывает в Рим в поисках дипломатии.               |            |                                                    |                    |                                                                                   |                |                     |
| 17 | 9          | «The Enemies of Man» «Враги человечества»          | Джастин Молотников | История: Брайан Нельсон и Марко Рамирес Телесценарий: Эллисон Мур и Марко Рамирес | 17 мая 2014    | 0,439               |
| Леонардо Да Винчи возвращается обратно во Флоренцию, чтобы разыскать герцога Урбино, правящего железным кулаком. А тем временем Риарио ищет способ искупить свои грехи. Король Неаполя приступает к переговорам с Лоренцо Медичи. |            |                                                    |                    |                                                                                   |                |                     |
| 18 | 10         | «The Sins of Daedalus» «Грехи Дедала»              | Питер Хор          | История: Брайан Нельсон и Кори Рид Телесценарий: Кори Рид и Марко Рамирес         | 31 мая 2014    | 0,435               |
| Должен сформироваться маловероятный союз, чтобы спасти Италию от Османского нападения. Риарио угрожают, а Нико берёт судьбу Ванессы в свои руки.                                                                                  |            |                                                    |                    |                                                                                   |                |                     |

### Сезон 3 (2015)
| № общий | № в сезоне | Название                                               | Режиссёр     | Автор сценария                   | Дата премьеры   | Зрители в США (млн) |
| --- | ---------- | ------------------------------------------------------ | ------------ | -------------------------------- | --------------- | ------------------- |
| 19 | 1          | «Semper Infidelis» «Вечный безбожник»                  | Питер Хор    | Джон Шибан                       | 24 октября 2015 | 0,238               |
| Несмотря на кажущуюся победу, ночью Отранто вновь подвергается нападению турок, которые используют машины, сконструированные Леонардо. Город захвачен, а Лоренцо попадает в плен. Леонардо, Зороастер и Пьеро с немногими выжившими укрываются в заброшенном здании. |            |                                                        |              |                                  |                 |                     |
| 20 | 2          | «Abbadon» «Аваддон»                                    | Питер Хор    | Эми Берг                         | 31 октября 2015 | 0,250               |
| Пока Леонардо и остальные прячутся в церкви, Да Винчи посещает видение Аль-Рахима, который делает страшное признание. Пьеро идёт на жертву, чтобы дать сыну шанс спастись. Ванесса во Флоренции пытается получить влияние среди совета флорентийцев, а Клариче отправляется в Рим, чтобы отомстить Карло. |            |                                                        |              |                                  |                 |                     |
| 21 | 3          | «Modus Operandi» «Образ действия»                      | Алекс Пиллай | Джесси Александер                | 7 ноября 2015   | 0,233               |
| Клариче пытает захваченного ею члена Лабиринта, однако неожиданно появляется некто знакомый. Леонардо решает заключить союз с Сикстом, чтобы получить спонсирование на постройку орудий против турок. Сикст обнаруживает мёртвую Клариче; Риорио по приказу Архитектора доставляет Леонардо к Карло. |            |                                                        |              |                                  |                 |                     |
| 22 | 4          | «The Labrys» «Лабрис»                                  | Алекс Пиллай | Уилл Паско                       | 14 ноября 2015  | 0,231               |
| Под пытками Леонардо видит галлюцинации о его семейной жизни с Лукрецией. Архитектор делает всё возможное, чтобы заставить Леонардо перейти на сторону Лабиринта. |            |                                                        |              |                                  |                 |                     |
| 23 | 5          | «Anima Venator» «Охотник за душами»                    | Марк Эверест | Кевин Макманус и Мэттью Макманус | 21 ноября 2015  | 0,201               |
| Да Винчи, спасённый Риарио, встречается с Зороастером и возвращается во Флоренцию. Мать Леонардо оказывается жива; Лупо Меркури удерживает Лукрецию и нескольких других девушек в отчаянной попытке расшифровать страницу из Книги Листьев. Леонардо обнаруживает, что захваченное турецкое оружие имеет сверхъестественные свойства и связано с Владом Цепешем. |            |                                                        |              |                                  |                 |                     |
| 24 | 6          | «Liberum Arbitrium» «Свобода выбора»                   | Марк Эверест | Дженнифер Йель                   | 28 ноября 2015  | 0,191               |
| Леонардо преследует убийцу Драгонетти; оказывается, что за эти убийством и убийствами в Риме стоит Риарио. Леонардо держит Риарио в цепях, и пытается избавить его от влияния Лабиринта. Когда, казалось бы, цель достигнута, в Риарио проявляется альтер эго, одержимое убийствами. |            |                                                        |              |                                  |                 |                     |
| 25 | 7          | «Alis Volat Proplis» «Взмах крыла мухи»                | Колин Тиг    | Лиз Сагал                        | 5 декабря 2015  | 0,102               |
| Вернувшийся во Флоренцию из плена Лоренцо предстаёт совершенно другим человеком; он не позволяет Флоренции присоединиться к войне против турок. Изгнанный главой Флорентийской республики Леонардо вместе с Зороастером и Нико отправляется на поиски Влада. Лукреция находит мать Леонардо и узнаёт о происхождении своей подруги Софии. |            |                                                        |              |                                  |                 |                     |
| 26 | 8          | «La Confessione Della Macchina» «Исповедь изобретения» | Колин Тиг    | Джесси Александер                | 12 декабря 2015 | 0,120               |
| Да Винчи возвращается в Винчи, где его встречает Карло. София освобождает Леонарда, а тот в конечном итоге побеждает Карло. Риорио открывает Лоренцо, что это он убил его жену. Влад подвергает Зороастера и Нико смертельному испытанию. София показывает Леонардо, как под лунным светом можно прочесть написанное в Книге Листьев. |            |                                                        |              |                                  |                 |                     |
| 27 | 9          | «Angelus Iratissimus» «Неистовый ангел»                | Питер Хор    | Эми Берг                         | 19 декабря 2015 | 0,120               |
| Да Винчи и София строят оружие из Книги Листьев; София оказывается единокровной сестрой Леонарда, а её отцом — Аль Рахим. Отношения Лоренцо и Ванессы становятся всё более близкими; во Флоренции Риарио приговаривают к смертной казни. Ему на помощь приходит Лабиринт и проповедник, утверждающий что племянник папы - Меч Божий, и должен быть прославлен, а не наказан. Да Винчи, София и Зороастер отправляются на место встречи с Владом, однако их захватывают турки. |            |                                                        |              |                                  |                 |                     |
| 28 | 10         | «Ira Deorum» «Гнев богов»                              | Питер Хор    | Джон Шибан                       | 26 декабря 2015 | 0,202               |
| Лукреция убивает сына Султана, что позволяет Зороастеру, Софии и ей самой сбежать, чтобы осуществить план Да Винчи; Лукрецию смертельно ранит турок. После того, как ему удаётся избежать казни с помощью проповедника от Лабиринта и признания собственного желания убивать, Риарио возвращается в Ватикан, где убивает своего отца, Сикста. Когда турки почти побеждают, изобретение Леонардо начинает действовать, убивая врагов. Лоренцо признаёт внебрачного ребёнка Ванессы и обещает ему блестящее будущее. Леонардо, Зороастер, и София возвращаются во Флоренцию, а Нико остаётся помочь в восстановлении Неаполя. |            |                                                        |              |                                  |                 |                     |